# Aralius wollastoni
Aralius wollastoni is een keversoort uit de familie Belidae. De wetenschappelijke naam van de soort is voor het eerst geldig gepubliceerd in 1876 door Sharp.